# Lady Midnight
Lady Midnight es una novela juvenil de fantasía urbana escrita por Cassandra Clare. Es el primer libro de la trilogía Cazadores de Sombras: Renacimiento (título original: The Dark Artifices), situado cronológicamente en cuarto lugar en la serie completa de Cazadores de Sombras. El libro sigue los acontecimientos ocurridos en Los Ángeles en 2012, centrándose en los residentes del instituto de Los Ángeles. El título del libro está basado en el poema Annabel Lee de Edgar Allan Poe. El título de todos los capítulos procede de los versos de ese poema.

## Argumento
La novela comienza en el Mercado de las Sombras, en un puesto regentado por Johnny Rook y su hijo, Kit. Rook es conocido por conocer los secretos del Mundo de las Sombras, por lo que Emma Carstairs y su novio, Cameron Ashdown van a su puesto en busca de información. Él les informa sobre los asesinatos en los cuales los cuerpos tenían marcas similares a los que presentaban los cadáveres de los padres de Emma. Johnny Rook también les informa sobre el siguiente asesinato, por lo que con la ayuda de su amiga Cristina, Emma decide investigarlo.
Mientras investigan los asesinatos, Emma rompe con Cameron. Emma y Cristina avisan a la Clave de lo que han averiguando, impidiéndoles seguir con la investigación por estar relacionado con las hadas (cazadores de sombras y hadas no se llevan bien tras los eventos de The Mortal Instruments). Sólo se permite que los Hermanos Silenciosos continúen con el caso. Sin embargo, Emma está determinada a a continuar con su investigación, creyendo que está relacionado con la muerte de sus padres.
Por otro lado, la familia Blackthorn vuelve de sus vacaciones en Inglaterra, visitando a su familia. Julian evita a Emma, debido a que se está enamorando de ella y como parabatai, está prohibido que ambos se enamoren. Julian inmediatamente visita a Arthur Blackthorn, el director del instituto de Los Ángeles. Sin embargo, es Julian el que de verdad lo dirige, puesto que su tío se volvió loco cuando fue secuestrado por las hadas muchos años atrás. Malcolm Fade, el gran brujo de Los Ángeles aparece para darle una medicina a Arthur, una que lleva tomando años para pensar con más claridad.
Cuando Julian finalmente habla con Emma, acepta ayudarla en su investigación junto con toda la familia Blackthorn. Ty descubre que las muertes ocurrieron una vez por mes durante todo un año y todos los cuerpos fueron encontrados en las líneas ley (amplificadoras de magia). Ante las pruebas, deducen que los asesinatos se están usando como parte de un conjuro de invocación.
Más tarde ese mismo día, Emma y Julian hablan sobre Mark Blackthorn, el medio hermano de Julian. Julian admite que lo echa de menos y se culpa por su secuestro. Los padres de Julian murieron durante los eventos de Ciudad del fuego celestial y sus dos hermanos mayores, Mark y Helen, le dejaron al cuidado de sus 4 hermanos pequeños. Julian también se arrepiente de haberse convertido en la parabatai de Emma, lo que la enfurece.
Inesperadamente, las hadas de la Cacería Salvaje (las que secuestraron a Mark) aparecen en el instituto de Los Ángeles. Ellos exigen que los cazadores de sombras descubran quién ha asesinado a las hadas. Como recompensa, la cacería libera a Mark Blackthorn, para que vuelva con su familia. Sin embargo, hay una trampa: Si no descubren quién es el asesino en 3 semanas, la Cacería Salvaje se llevaría de nuevo a Mark.
Los Blackthorn están contentos de tener a Mark de vuelta, aunque él ha cambiado. Parece más joven de la edad que tiene, debido a que el tiempo pasa de manera diferente en Feéra, la tierra de las hadas. Él se comporta más como un hada, debido a que ha convivido con ellas durante mucho tiempo. Mark se muestra distante y escéptico ante los cazadores de sombras, enfadándose cuando intentan ponerle unas runas. En la única en la que confía es Cristina, que al no conocerla de antes, no pretende ser alguien que no es.
En su estancia en el Instituto, Mark recibe un mensaje de Feéra diciéndole que nada es real. Esto lleva a Mark a pensar que él mismo no existe y Julian es el único que logra calmarlo.
Mark decide que lo mejor que puede hacer es ayudar con la investigación. Mark le confiesa a Emma que puede sentir las líneas ley, por lo que ambos van a buscarlas. Finalmente, encuentras una convergencia de líneas, donde la magia es más fuerte. Se trata de una cueva, con marcas en sus paredes, que sirven como pistas para la investigación. Son atacados por demonios acuáticos en la cuenta y se ven obligados a enfrentarlos.
Al volver al instituto, Ty dice haber encontrado más información de las víctimas. Emma y Julian deciden investigar juntos la casa de uno de los asesinados. En ella, encuentran un cuerpo junto a la piscina y a su lado, un ticket para algo llamado La Lotería. Estando en la casa, Julian es alcanzado por una flecha envenenada. Emma usa una runa curativa, la cual no debería haber funcionado, pero que sin embargo lo hace por el amor que se procesan.
Mientras tanto, Ty y Livvy descifran las marcas de la cueva y descubren que son los versos de un poema de Edgar Allan Poe, Annabel Lee, pero ninguno sabe qué significa.
Continuando con la investigación, Mark, Cristina, Emma y Julian deciden ir a la Lotería, para saber de qué se trata. Kieran, una de las hadas de Feéra de la Cacería Salvaje aparece ahí también. Kieran le pide a Mark que escoja a la Cacería cuando las tres semanas acaben. Cristina y Mark tienen una conversación en la que él confiesa sentir solo lealtad hacia Kieran, puesto que fue lo único por lo que sobrevivió en la Cacería.
El seleccionado en la Lotería es alguien llamado Sterling, pero ninguno de ellos sabe lo que significa. Emma y Julian deciden interrogar a Johnny Rook, descubriendo en qué consiste la lotería en verdad. Esta es llevada por El Guardián y su culto se hacen llamar Seguidores. Rook también les dice dónde vive Sterling.
Al volver al Instituto, Emma decide volver sola a la cueva con el objetivo de buscar más pruebas. En la cueva, encuentra un portal de cristal y una palanca. Cuando tira de ella, el agua del océano se abre, descubriendo un demonio de agua al cual debe enfrentar. En el instituto, Julian comienza a toser agua de mar, dándose cuenta de que Emma está en peligro y debe ir a rescatarla.
Después de que Julian la salve, ambos admiten sus sentimientos y acaban manteniendo relaciones en la playa que hay fuera de la cueva. Julian también confiesa el estado de Arthur y que él ha estado dirigiendo el instituto. Al despertar, descubren huellas alrededor de ellos, dándose cuenta de que alguien les ha visto. Comienzan a preocuparse porque está prohibido que los parabatai se enamoren.
Al volver al instituto, Ty les explica a todos que lo que las inscripciones decían era que necesitan sangre Blackthorn para completar el ritual. Esto hace que todo el mundo entre en pánico y deciden encontrar a Sterling para obtener más respuestas.
Cuando lo encuentra, él ya ha atacado a una bruja y dice ser la decimotercera y última muerte. Él admite no saber por qué tenía que asesinar pero que le habían prometido riquezas e inmortalidad si lo hacía. Los Seguidores lo asesinan y le cortan las manos.
Diego aparece en este punto, diciendo Cristina que antes le había traicionado. Él admite ser el que disparó a Julian con la flecha, pensando que había asesinado a la chica de la piscina. Él explica que es miembro del Escolamántico y fue mandado a investigar e informar sobre lo que descubrió. El hechizo en verdad es un conjuro de resurrección.
Ellos entonces relacionan todo con una antigua historia de niños, Lady Midnight que cuenta la historia de una cazadora de sombras que tenía un amor prohibido. Cuando sus padres lo descubrieron, la encerraron en una torre, donde murió de tristeza. El amante fue ante el rey de Feéra para traerla de vuelta a la vida, confesando que necesitaba sangre Blackthorn y el Libro negro de los muertos
Mientras, los celos de Kieran crecen al ver que el amor de Mark por Cristina está creciendo por lo que le miente a Iarlath, hada también. Él jura que Mark le contó a Cristina el secreto para matar a su líder y cree que con ello, Mark volverá a la Cacería Salvaje. Sin embargo, Iarlath decide castigar a Mark con 20 latigazos. Al no soportar el dolor de ver aquello, Julian se presenta voluntario para sustituir a su hermano. Sin embargo, tras recibir dos latigazos, Emma se presenta voluntario y recibe los 18 restantes, lo que provoca que se desmaye. Después de aquello, Julian admite que ama a Emma otra vez y le enseña su cuarto secreto, lleno de pinturas que ha hecho de Emma.
Mientras tanto, el resto de Blackthorn conecta la historia Lady Midnight y la de una antecesora suya, Annabel Blackthorn, que se enamoró de un brujo y fue convertida en Hermana de Hierro. Se descubre que el Guardián es Malcolm Fade pero para cuando lo han descubierto, este ya ha secuestrado a Tavvy para sacrificarlo por la sangre Blackthorn.
Kieran aparece para ayudarlos, habiendo hecho dos descubrimientos. El primero es que Iarlath había estado trabajando con Malcolm y el segundo, Malcolm mató a los padres de Emma como parte de un experimento para saber si el hechizo podría funcionar.
Unos cuantos van a la cueva a buscar Tavvy, quien está atado en unaltar. Diana, su tutora, aparece y obliga a todo el mundo a esconderse mientras enfrenta a Malcolm. Él la amenaza diciendo que revelará su gran secreto si le ataca. Él usa un hechizo para paralizarla y se descubre el ejército de sus Seguidores.
En la cueva, Emma descubre un candelabro lleno de manos muertas, llamada La Mano de Gloria. Malcolm revela que con los Carstairs no funcionó el resucitar a Annabel ya que necesitaba una Mano de Gloria, hecha con las manos de asesinos como Sterling, lo que explicaba la Lotería.
Malcolm entonces va a apuñalar a Tavvy, pero los cazadores de sombras lo descubren, iniciando una batalla. Montado en su caballo, golpea a Malcolm y lo manda lejos del Altar. El brujo entonces agarra a Dru, en un intento de usarla como el sacrificio. Viendo esto, Emma huye con la Mano de Gloria, provocando que Malcolm vaya tras ella. Ambos forcejean, provocando que Emma apuñale a Malcolm. Él le pide que le salve, diciéndole que puede explicarle en qué consiste la maldición parabatai pero dice matarle, vengando a sus padres. Ella vuelve a tirar de la palanca y arroja el cuerpo a los demonios marinos, observando cómo es comido por los demonios marinos.
Al volver al instituto, Julian convence a la Clave de que Mark debe quedarse. Kieran confiesa su amor a Mark, pero él le rechaza siendo Kieran la causa por la que Julian y Emma fueron azotados.
La muerte de Malcolm provoca que los hechizos protectores de la casa de Johnny Rook desaparezca y sean atacados por demonio. Kit contacta con Emma, quien va a salvarle junto con Jem y Tessa. Ellos no pueden salvar a Johnny pero salvan a Kit. Jem y Tessa le revelan que en verdad se llama Cristopher Herondale, un cazador de sombras que forma parte de la línea de los Herondale perdidos. Tras el descubrimiento, deciden llevarlo al instituto con el resto de Cazadores de sombras.
Emma y Jem tienen una conversación en la que Emma le pregunta por qué los parabatai no pueden enamorarse. Jem admite no saber la historia completa, pero dice que cuando se enamoran, se vuelven locos y matan a todos alrededor de ellos. Sabiendo esto, Emma decide comenzar una falsa relación con Mark, para que Julian deje de sentir cosas por ella.
En el epílogo, descubrimos que Annabel abre los ojos en su ataúd.

## Personajes
- Emma Carstairs: Una cazadora de sombras de 17 años que ha vivido la mayor parte de su vida en Los Ángeles con los Blackthorn. Tiene los ojos marrones y el cabello largo y rubio, su piel es clara. Tiene un cuerpo entrenado, fuerte y con cicatrices. Tiene una cicatriz profunda en el brazo derecho,[3] causada al abrazar a Cortana, su espada, cuando era más joven.
- Julian "Jules" Blackthorn: Otro cazador de sombras de 17 años que ha vivido toda su vida en Los Ángeles. Vive con el resto de sus hermanos y con Emma, su mejor amiga y parabatai. Julian es de cabello oscuro rizado, así como unos ojos azules verdosos, del color del mar. Es descrito como un chico alto y delgado. Es un artista y siempre se le ve desarreglado o lleno de pintura.
- Mark Blackthorn: Un cazador de sombras residente en el Instituto de los Ángeles.
- Tiberius "Ty" Blackthorn.
- Livia "Livvy" Blackthorn
- Drusilla "Dru" Blackthorn
- Octavian "Tavvy" Blackthorn
- Cristina Mendoza Rosales
- Diego Rocío Rosales
- Diana Wrayburn
- Arthur Blackthorn
- Malcolm Fade
- Kieran
- Johnny Rook
- Christopher "Kit" Rook
- Magnus Bane
- Theresa "Tessa" Gray
- James "Jem" Carstairs